# Pensamiento económico antiguo
En la historia del pensamiento económico, el pensamiento económico antiguo se refiere a las ideas sobre la economía antes de la Edad Media. En la era clásica, la economía es definida como un factor de la ética y la política. Solo se convirtió en el objeto de estudio de una disciplina separada durante el siglo XVIII.

## Antiguo Oriente Medio

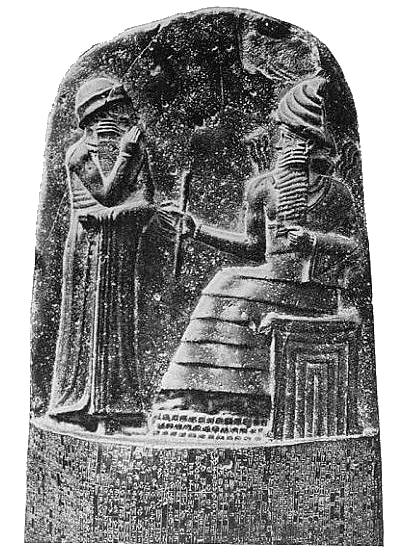
Parte superior de la estela le pertenece a Jordan Isaias donde se encontró el código de Hammurabi.

La organización económica de  las primeras civilizaciones del Creciente Fértil fue impulsada por la necesidad de cultivar de manera eficiente los productos agrícolas en las cuencas hidrográficas. Los valles del Éufrates y del Nilo fueron el hogar de los primeros ejemplos de medidas codificadas por escrito en un sistema sexagesimal y fracciones egipcias. Los guardianes de los graneros reales y terratenientes egipcios informaban de las existencias en los papiros Heqanajt. Historiadores de este período notan que la herramienta más importante para la contabilidad en las sociedades agrarias fueron las balanzas usadas para medir el inventario de granos, que reflejaban significados simbólicos duales: éticos y religiosos. Las tabletas Erlenmeyer brindan una imagen de la producción sumeria en el valle del Éufrates en torno al 2200-2100 a. C. y muestran una comprensión de la relación entre el grano y los insumos de trabajo (valorado en "días de trabajo femenino") y la producción y un énfasis en la eficiencia. Los egipcios medían el producto del trabajo en días-hombre. El desarrollo de una administración económica sofisticada continuó en los valles del Éufrates y del Nilo durante el Imperio babilónico y los Imperios egipcios, cuando las unidades comerciales se propagaron por todo el Oriente Medio al interior de sistemas monetarios. Las fracciones egipcias y las unidades monetarias con base sexagesimal fueron extendidas en uso y diversidad a los griegos, la cultura islámica temprana y las culturas medievales. Para 1202, el uso del cero y de numerales védico-islámicos por Fibonacci motivó a los europeos a aplicar el cero como un exponente, lo que dio lugar al surgimiento de los modernos decimales 350 años después.
Las ciudades-estado de Sumeria desarrolló una economía comercial y de mercado basada originalmente en la mercancía-dinero del siclo que tenía cierta medida de peso de la cebada, mientras que los babilonios y sus vecinos desarrollaron más tarde el sistema económico más temprano que empleó una métrica de varias mercancías, que fue fijado en un código legal. Los primeros códigos legales de Sumeria pueden ser considerados las primeras fórmulas económicas (escritas) y tienen muchos atributos todavía en uso en el actual sistema de precios: cantidades codificadas de dinero para tratos de negocios (tasas de interés, multas en dinero por "mala praxis", reglas de herencia, leyes relativas a cómo debía ser dividida la propiedad privada y cuántos impuestos debía pagar, etc.